# Drepanis
Drepanis es un género de aves paseriformes de la familia de los fringílidos, que incluye a tres especies. 
Todas son endémicas del archipiélago de Hawái, y dos se extinguieron entre el final del siglo XIX y el comienzo del XX.

## Especies
- Drepanis coccinea (Forster, 1780)
- Drepanis funerea Newton, 1894 †
- Drepanis pacifica (Gmelin, 1788) †